# Liste des ordres, décorations et médailles de l'Estonie
Les Ordres, décorations et médailles d'Estonie, leurs classes et descriptions, sont définis par l'acte des décorations nationales voté par le Riigikogu, le parlement estonien, le 11 décembre 1996.
| Croix de la Liberté       | Ordre du Blason national     | Ordre de la Croix de Terra Mariana |
| ------------------------- | ---------------------------- | ---------------------------------- |
|                           |                              |                                    |
|                           |                              |                                    |
| Ordre de l'Étoile blanche | Ordre de la Croix de l'Aigle | Ordre de la Croix rouge            |
|                           |                              |                                    |
|                           |                              |                                    |